# 4570 Runcorn
4570 Runcorn este un asteroid din centura principală, descoperit pe 14 august 1985 de Edward Bowell.